# 羅克薩恩斯佩尼亞總統縣
34°4′S 63°23′W / 34.067°S 63.383°W

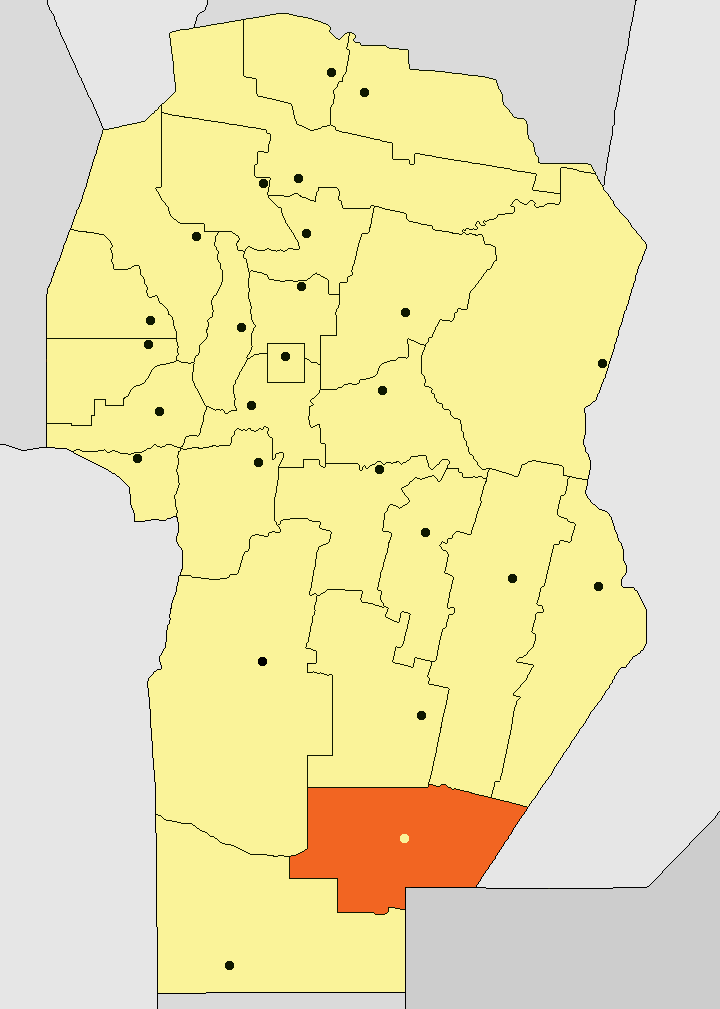

羅克薩恩斯佩尼亞總統縣（西班牙語：Departamento Presidente Roque Sáenz Peña），是阿根廷的縣份，位於該國中部科爾多瓦省，面積8,228平方公里，首府設於拉沃拉耶，2001年人口36,282，人口密度每平方公里4.41人。